# Бенневіц
Бенневіц (нім. Bennewitz) — громада в Німеччині, розташована в землі Саксонія. Входить до складу району Лейпциг.
Площа — 46,42 км2. Населення становить 4995 ос. (станом на 31 грудня 2020).